# Cerámica Bizen
Cerámica Bizen (備前焼 Bizen-yaki?) es un tipo de cerámica japonesa más identificable por su dureza de tipo hierro, color marrón rojizo, la ausencia de esmalte (aunque puede haber rastros de ceniza fundida pareciendo esmalte), y las marcas resultantes del fuego del horno en leña.

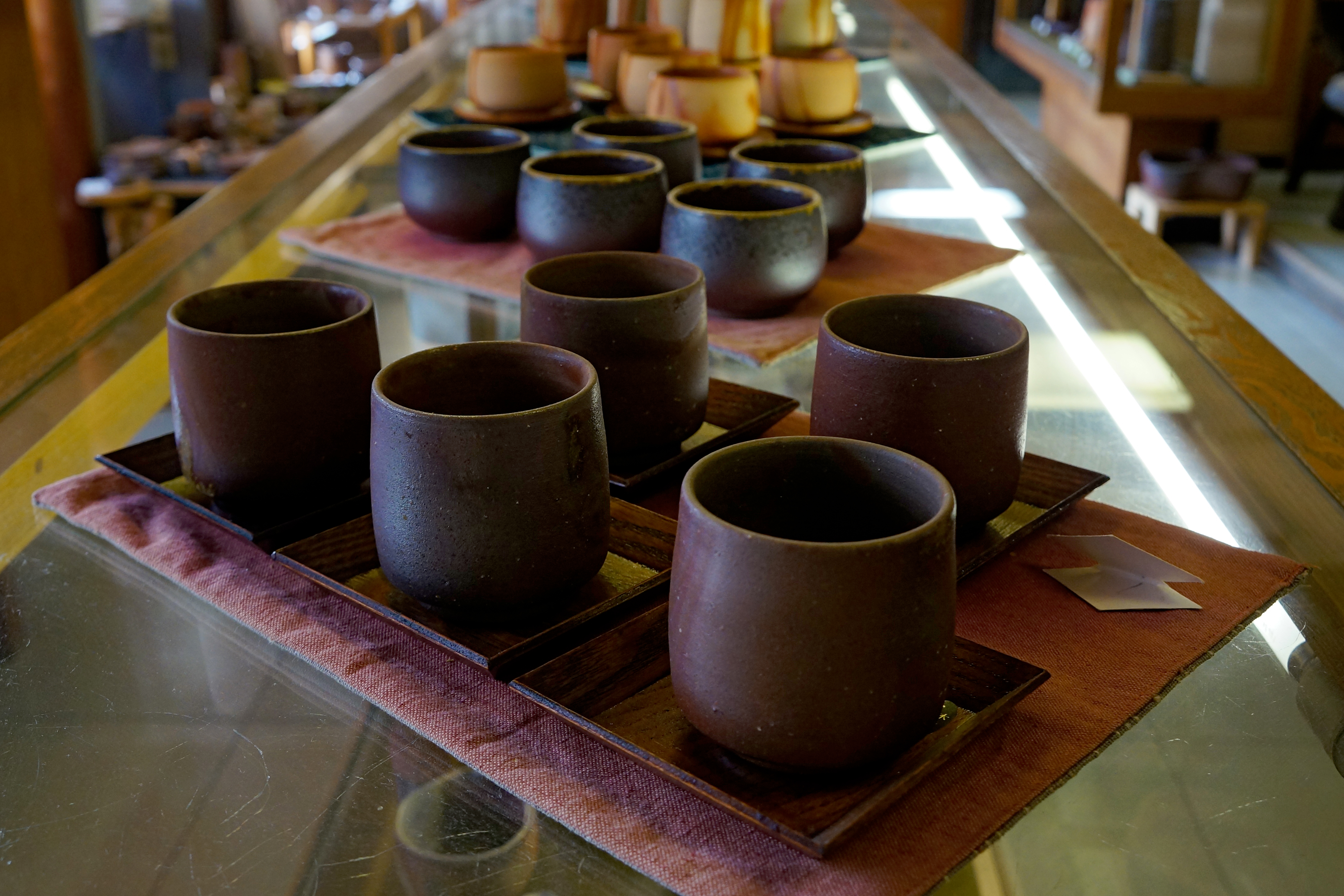
Artesanías de Bizen.

Bizen lleva el nombre del pueblo de Imbe en la prefectura de Okayama, antes conocido como provincia de Bizen. Esta obra de arte es la técnica de fabricación de la cerámica más antigua de Japón, introducida en el período Heian. Bizen es uno de los seis hornos tradicionales del Japón medieval.
Los cuerpos de arcilla Bizen tienen un alto contenido de hierro y, tradicionalmente, la cantidad de materia orgánica que es poco receptiva a acristalamiento. La arcilla puede tomar muchas formas.

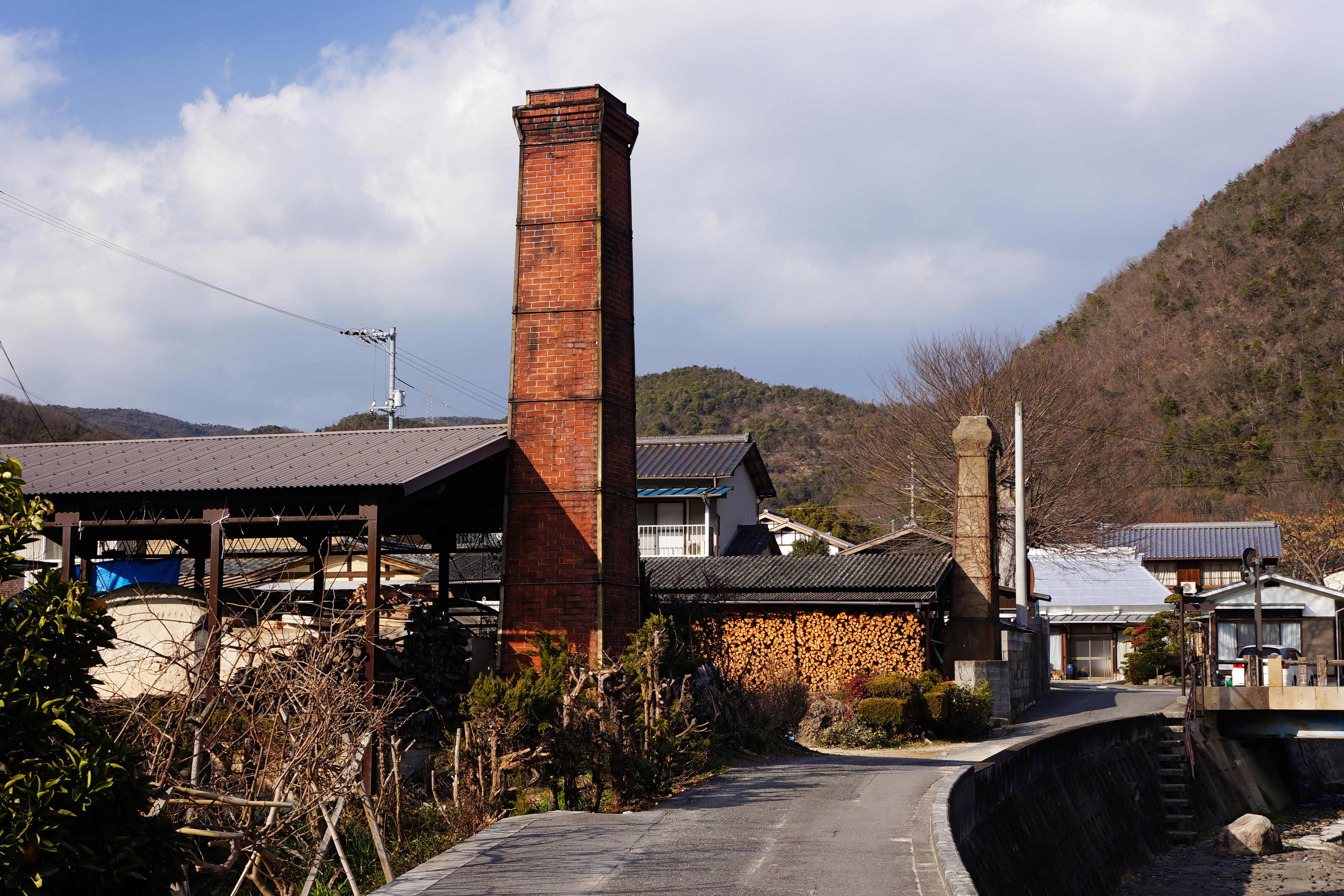
Imbe, Bizen.

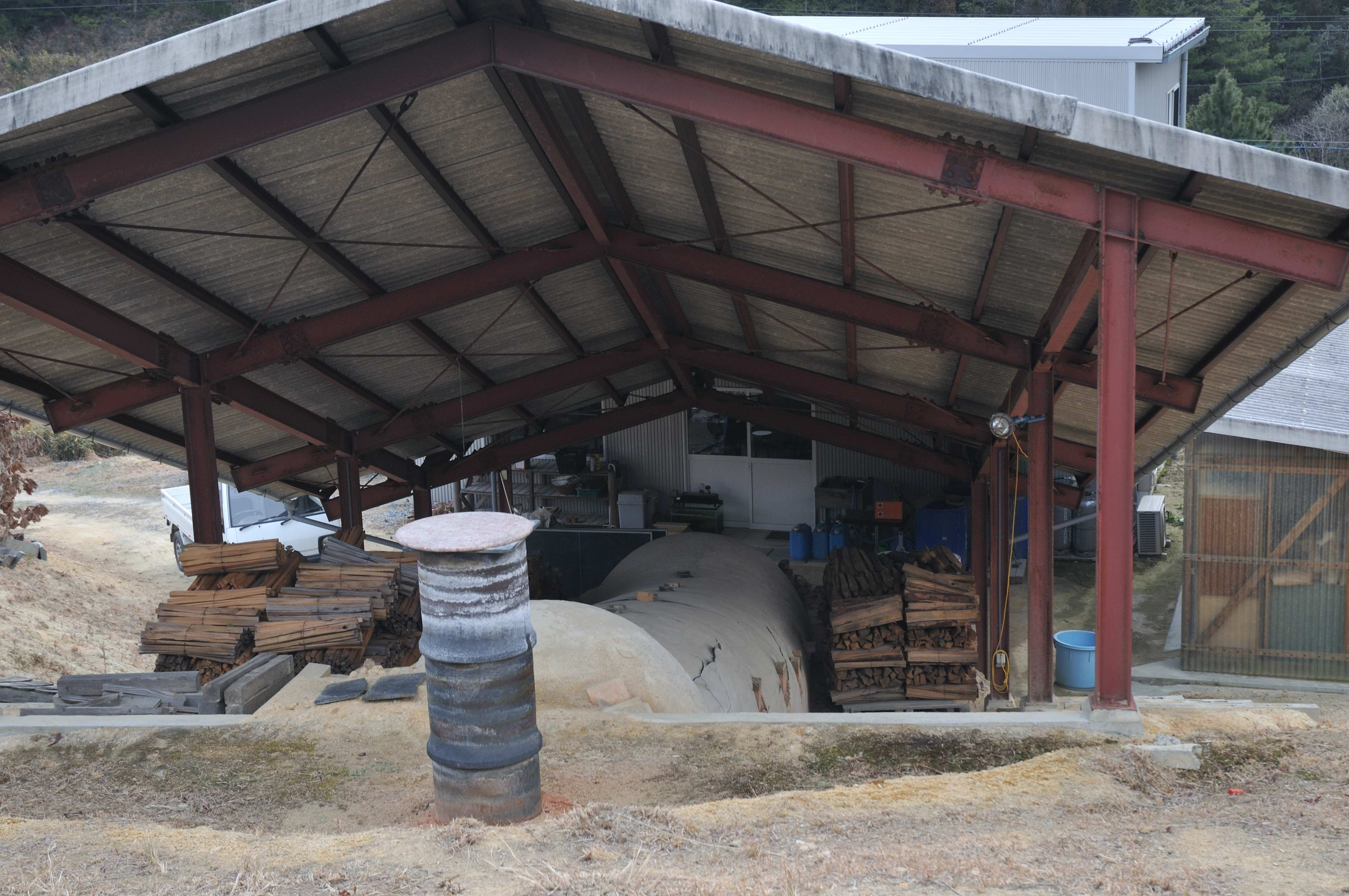
Horno de escalado de Bizen-yaki.

Los tratamientos superficiales de arteanías Bizen dependen totalmente de los yohen, o efectos de horno. Las ceniza del pino producen goma o manchas de esmaltedo tipo "semillas de sésamo". La paja de arroz envuelto alrededor de piezas crea marcas de quemaduras rojo y marrón. La colocación de piezas en un horno hace que se disparen en condiciones diferentes, con una variedad de resultados diferentes. Teniendo en cuenta que se utiliza un cuerpo de arcilla y el tipo de cocción, la variedad de resultados es notable.
Debido a la composición de la arcilla, las arteasnías de Bizen se producen lentamente durante un largo período de tiempo. Las cocciones tienen lugar sólo una vez o dos veces al año. Requieren que el fuego de leña que se le mantenga ardiendo durante 10-14 días que implican largas horas y toneladas de madera.

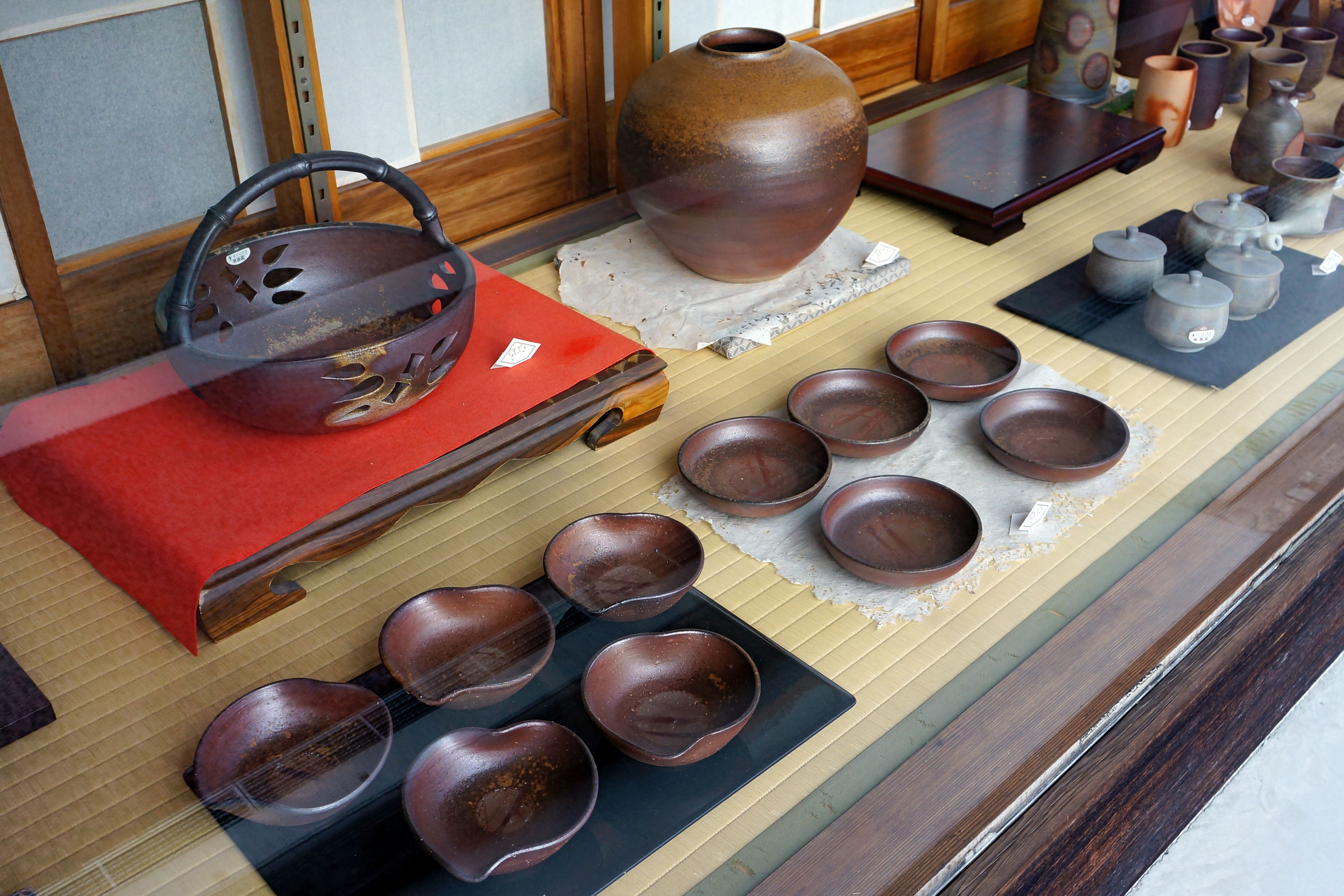
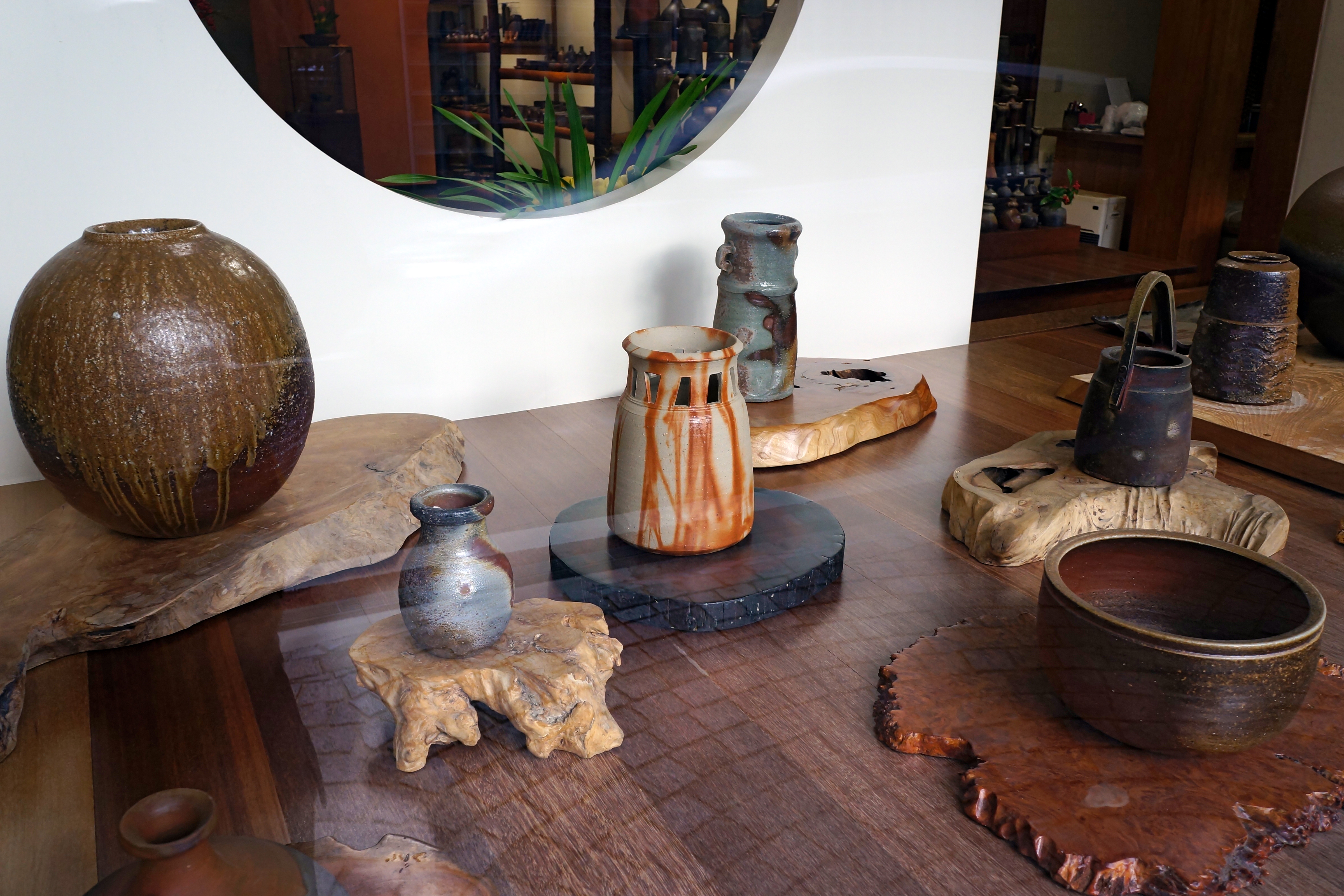
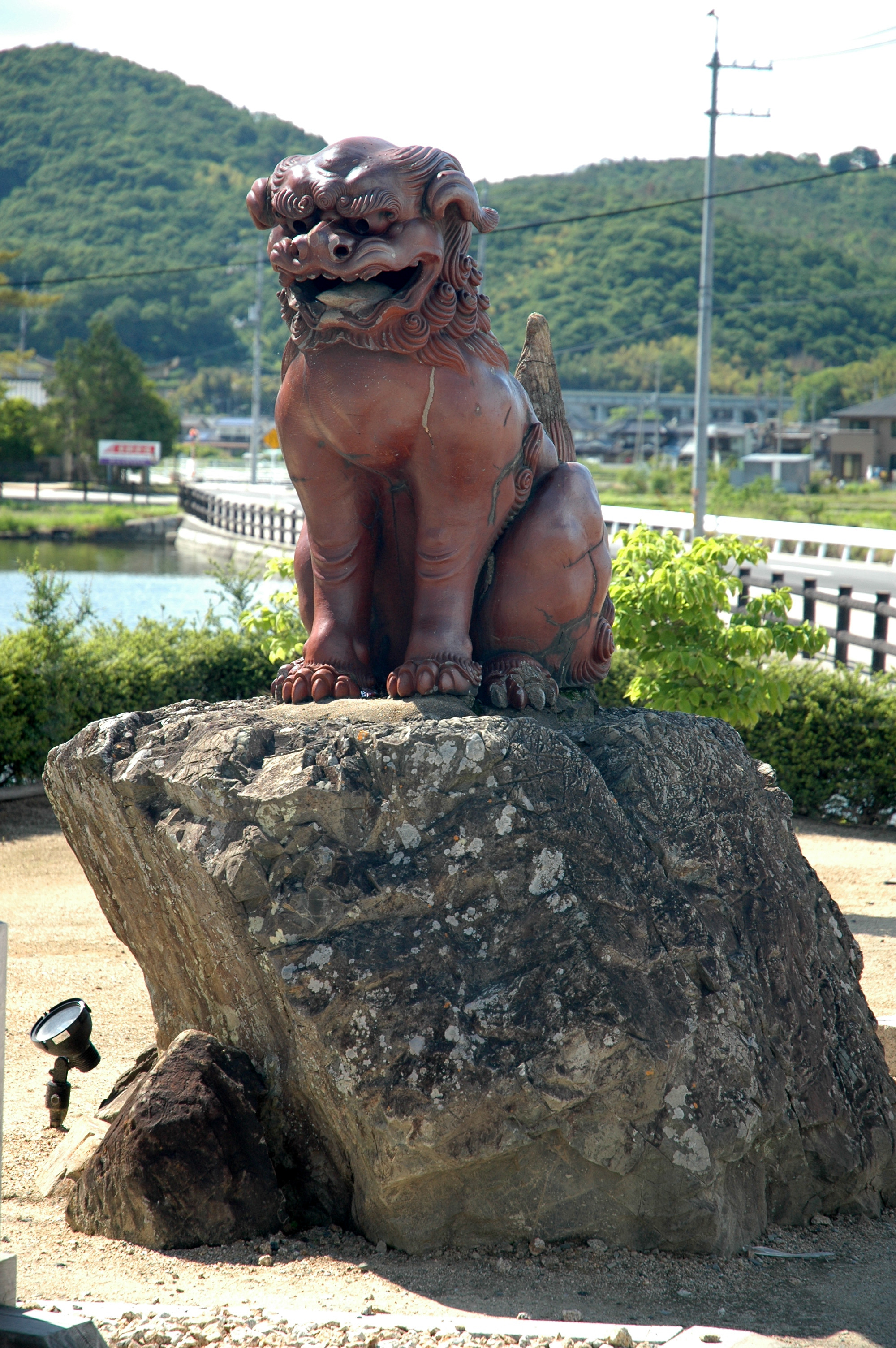
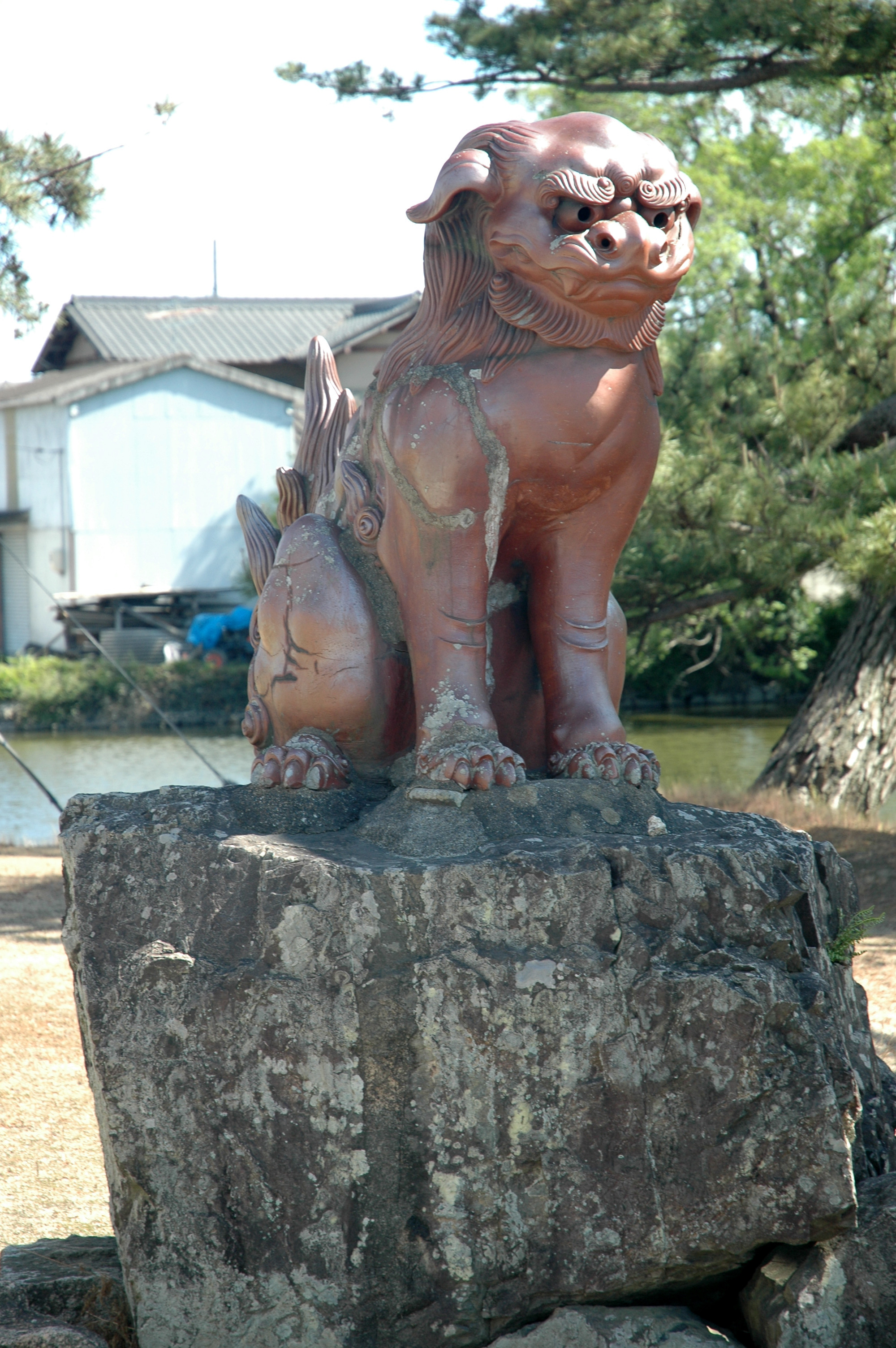